# Rudolf I van Vexin
Rudolf I van Vexin (overleden in 926) was graaf van Oostervant en van omstreeks 923 tot aan zijn dood graaf van Amiens, Vexin en Valois. 

## Levensloop
Rudolf I was mogelijk een zoon van graaf Hucbald van Oostervant uit diens huwelijk met Heilwig van Friaul. Na de dood van zijn vader zou zijn moeder hertrouwd zijn met graaf Rogier I van Laon, die Rudolf zou opvolgen als graaf van Oostervant.
Rudolfs eerste echtgenote was waarschijnlijk een dochter van de West-Frankische koning Karel de Eenvoudige, omdat zijn zoon Rudolf II (overleden in 943) door kroniekschrijver Alberik van Trois-Fontaines omschreven wordt als neef van koning Lodewijk IV van Frankrijk. Aangenomen wordt dat hij daarna huwde met Eldegarde, dochter van Ermenfried, en met haar een zoon Wouter I (overleden in 987) kreeg. Omstreeks 923 volgde Rudolf zijn schoonvader Ermenfried op als graaf van Amiens, Vexin en Valois.
Rudolf I van Vexin overleed in 926 en werd in Vexin, Amiens en Valois opgevolgd door zijn oudste zoon Rudolf II.